# Moran (Texas)
Moran é uma cidade localizada no estado norte-americano do Texas, no Condado de Shackelford.

## Demografia
Segundo o censo norte-americano de 2000, a sua população era de 233 habitantes.
Em 2006, foi estimada uma população de 224, um decréscimo de 9 (-3.9%).

## Geografia
De acordo com o United States Census Bureau tem uma área de
1,1 km², dos quais 1,1 km² cobertos por terra e 0,0 km² cobertos por água. Moran localiza-se a aproximadamente 414 m acima do nível do mar.

## Localidades na vizinhança
O diagrama seguinte representa as localidades num raio de 36 km ao redor de Moran.